# Anișoara Cușmir-Stanciu
Anișoara Cușmir-Stanciu, född den 28 juni 1962, är en rumänsk före detta friidrottare som tävlade i längdhopp.
Cușmir-Stanciu var som bäst under början av 1980-talet och 1983 slog hon landsmannen Vali Ionescus världsrekord när hon hoppade 7,21. Senare samma år noterade hon sitt personliga rekord när hon hoppade 7,43 ett världsrekord som stod sig i två år innan östtyskan Heike Drechsler slog det. 
I mästerskapssammanhang deltog Cușmir-Stanciu vid VM 1983 i Helsingfors där hon nådde en silvermedalj efter Drechsler. Vid olympiska sommarspelen 1984 i Los Angeles, som bojkottades av Östtyskland, vann Cușmir-Stanciu olympiskt guld. Hon har också ett EM-silver från Aten 1982.